# Kar Bol’shoj
Kar Bol’shoj (englische Transkription von russisch Кар Большой Kar Bolschoi, deutsch ‚Großes Kar‘) ist ein Tal im ostantarktischen Mac-Robertson-Land. In den Prince Charles Mountains liegt es südlich des Fisher-Massivs.
Russische Wissenschaftler benannten es deskriptiv.